# فرانک ابگنیل
فرانک ویلیام ابگنیل جونیور (به انگلیسی: Frank William Abagnale, Jr.) (زاده ۲۷ آوریل ۱۹۴۸ در ایالت نیویورک) یکی از مشاوران امنیتی ایالات متحده آمریکا است که بیشتر شهرتش را بخاطر سابقه فعالیتش به عنوان جاعل چک، کلاهبردار و حقه‌های فرارش از دست مأموران دارد. او در دهه شصت میلادی توانسته بود چک‌های جعلی که مجموعاً مبلغ ۴ میلیون دلار آمریکا ارزش داشت را در ۲۶ کشور جهان، تنها در ۵ سال نقد کند، او زمانی که تنها ۱۶ سال داشت این کار را شروع کرد.
در سال ۲۰۰۲ فیلم اگه میتونی منو بگیر ساخته استیون اسپیلبرگ بر اساس خود-زندگی‌نامه‌ای نوشته ابگنیل ساخته شد. در این فیلم لئوناردو دی‌کاپریو در نقش فرانک ابگنیل ظاهر شد.

## زندگی‌نامه
«فرانک ابگنیل» کسی است که شهرتش را به خاطر سابقه فعالیتش به عنوان جاعل چک، کلاهبرداری و حقه‌های فرارش از دست مأموران به‌دست‌آورد. او در دهه شصت میلادی و در ۱۶ سالگی توانسته بود، چک‌های جعلی که مجموعاً به مبلغ ۴ میلیون دلار آمریکا ارزش داشت را در ۲۶ کشور جهان نقد کند، طوری که هیچ بانکی قادر به تشخیص جعلی‌بودن چکهای او نبود و تا هجده سالگی، بیش از ۲۵۰ پرواز انجام داد و در ۲۶ کشور جهان به این کلاهبرداری‌ها دست زد. اَبیگنِل به خاطر عضویت جعلی که در «خطوط هوایی سراسری آمریکا» داشت، می‌توانست به‌صورت رایگان در هتلها اقامت کند و تمام هزینه‌های غذا و تفریحش به‌طور مستقیم به شرکت ارسال می‌شد. حتی خودش را به عنوان وکیل جا زد و در چندین پروندهٔ دادگاهی شرکت داشت. او سرانجام در سال ۱۹۶۹ در فرانسه دستگیر و به دوازده سال زندان محکوم شد که البته پس از گذراندن پنج سال از دوران محکومیت خود به خدمت سازمان «اف‌بی‌آی» درآمد تا در شناسایی چک‌های جعلی و سرقتی کمک کند.
اَبیگنِل که هم‌اکنون رئیس شرکت «کارشناسی جعل و کلاهبرداری» اَبیگنِل و شرکا است در سال ۲۰۰۲، زندگی‌نامهٔ خود را در اختیار «استیون اسپیلبرگ» قرار داد و او نیز با استفاده از ماجرای زندگی اَبیگنِل فیلم «اگه میتونی منو بگیر!» را کارگردانی کرد. در این فیلم که «لئوناردو دی‌کاپریو» نقش اَبیگنِل را بازی می‌کند، مدام تحت‌تعقیب اف‌بی‌آی قرار دارد.
اَبیگنِل به عنوان یک فرد دارای هوش بالا، به‌ویژه هوش هیجانی فوق‌العاده، پس از کلاهبرداری‌ها و جعل‌های فراوان به فرانسه می‌رود و در تمام مدت، «کارل هانرتی» (به انگلیسی: Carl Hanratty)، مأموری که او را تعقیب می‌کرد را به دنبال خود می‌کشد. پرسشی که هانرتی از خود می‌پرسید، این بود: «چرا گاه‌وبیگاه، این کلاهبردار جوان به مناسبت‌های مختلف با او تماس می‌گیرد؟» هانرتی، فهمیده بود که اَبیگنِل، چیزی می‌خواهد به او بگوید، چیزی که در یک بازی بروز یافته بود، اینکه: «اگه میتونی منو بگیر!» در واقع او به این روش می‌گفت: «اگه ممکنه با من همدلی کن!» وقتی پلیس فرانسه، اَبیگنِل را محاصره کرده بود، هانرتی می‌توانست اجازه دهد او را بکشند و از شر یک جاعل کلاهبردار، راحت شود اما او بدون اسلحه به نزد اَبیگنِل می‌رود و با او «همدلی» می‌کند و به این ترتیب، نجات ابیگنل از سقوط به ورطه، تنها به دلیل وجود کسی مانند هانرتی است که با هیجان‌رفتار همدلانه توانست، این نابغهٔ کلاهبردار را نجات دهد. بسیاری رابطهٔ بین هانرتی و اَبیگنِل را رمانتیک و احساسی‌گری می‌دانند، اما هانرتی به عنوان مأمور دستگیری جاعلان چک، دلش برای اَبیگنِل نمی‌سوخت، بلکه او تلاش می‌کرد علت تعارض عاطفی اَبیگنِل را بیابد و به او کمک کند تا با پذیرفتن خطاها و اشتباه‌هایش مسیر جدیدی را در زندگی شروع کند. به این ترتیب او نه تنها همدلی عاطفی را با تشویق و تحسین هوش اَبیگنِل پرورش می‌داد، بلکه موجب تصحیح خطاهای شناختی او شد (همدلی شناختی). فرصتی که هیچ‌گاه، «ویکتور لوستیگ» نیافت. در واقع آنچه که سرنوشت اَبیگنِل و لوستیگ را از یکدیگر جدا می‌کند، وجود کسی مانند هانرتی است که بتواند هیجان‌رفتار همدلانه را با وی ایجاد کند. هانرتی با همدلی، اعتماد کردن و مورد اعتماد بودن را به اَبیگنِل یاد داد و شایستگی مورد اعتماد بودن و اعتماد کردن را به او نشان داد. هرچند او به دلیل چنین رفتاری، بارها مورد سرزنش و تمسخر همکاران و مدیر قرار گرفت، اما همدلی عاطفی و شناختی او با این جوان تبهکار موجب شد، مسیر زندگی یک انسان نابغه تغییر کند طوری که امروز از ظرفیتهای هوشی و شناختی او در جهت خدمت رسانی به جامعهٔ بشری استفاده می‌شود و بسیاری از افراد دیگر از او بهره‌مند می‌شوند؛ بنابراین تنها با توجه همدلانه است که می‌توان در مردم، شایستگی ظرفیت هیجان رفتاری را ایجاد کرد.